# Dabwaïhides
640–760
Entités précédentes :
- Empire sassanide

Entités suivantes :
- Califat abbasside

Les Dabwaïhides  (translittéré en anglais : Dabuyids) sont des dynastes d’origine perse, zoroastriens, qui, après la conquête de l’Empire sassanide par les musulmans, maintiennent leur indépendance dans le Gilan, le Tabarestan et une partie du Khorassan.
Les Dabwaïhides comme leurs voisins de l'est les Bawandides du Mazandéran  revendiquaient une ascendance sassanides  comme descendants d’un « Grand Roi » en l’occurrence Zamasp. Les Dabwaïhides professaient le zoroastrisme.
Gīl Gīlān Gawbāra (ou Jil-i Jilanshâh) fils de Gilanshâh (Jilanshâh), fils de Péroz, fils de Narseh (mort en 570/580) fils de Zamasp qui était prince du Gilan de 647 à 660 à l'époque de Yazdgard III est le fondateur de la dynastie. 

## Origine
L'histoire ancienne de la famille, semi-mythique, est rapportée par l'historien du XIIIe siècle Ibn Isfandiyar. D'après son récit, les Dabwaïhides descendent d'un frère du shah sassanide Kavadh Ier, Zamasp. Son petit-fils Firuz conquiert le Gilan, et son propre petit-fils Gil Gavbara, surnommé Gawbara, étend alors le pouvoir familial sur le Tabarestan. Le dernier chah sassanide Yazdgard III attribue alors au fils de Gil, Dabouya (en), les titres de Gil-Gilan (« Seigneur du Gilan ») et Padashwargarshah (« chah du Patashwargar », ancien nom des montagnes du Tabarestan).
Après la conquête musulmane de la Perse, les Dabwaïhides établissent une principauté quasi indépendante, n'étant que symboliquement vassale du Califat arabe. En plus des titres accordés par Yazdgard, les Dabwaïhides portent également l'ancien rang militaire iranien ispahbadh comme titre de règne.

## Histoire
Le premier membre réellement documenté de la dynastie Dabwaïhide est Farrukhan-i Bozorg (« Farrukhan le Grand »), qui repousse une importante tentative d'invasion musulmane sous le commandement de Yazid ibn Muhallab en 716-717. Il pourrait être en réalité le véritable fondateur du pouvoir dabwaïhide au Tabarestan ; une récente étude date son ascension au pouvoir dans les années 670 au lieu des années 710 initialement suggérées. Farrokhan meurt en 728 et est remplacé par son fils Dadburzmihir. Peu de choses sont connues sur son règne et il meurt à un jeune âge en 740/741. Son fils et successeur, Khurshid, n'est encore qu'un enfant, et c'est son oncle, Farrukhan-i Kuchak (« Farrukhan le Petit »), qui assure la régence pour sept ans. Khurshid dirige un État prospère et tente à plusieurs reprises, sans succès, de rompre ses liens avec le Califat, en exploitant les troubles qui l'agitent à la fin du règne des Omeyyades et la révolution abbasside. Ces tentatives conduisent à une importante invasion du Tabarestan en 759, forçant Khurshid à chercher refuge dans le Gilan, où il se suicide par empoisonnement en 761.

## Princes du Gilan
- 660-676 : Dabouya, fils aîné de Gīl Gawbara
- 676-712 : Khurshid Ier, son frère (?)[3],
- 712-728 : Farrukhan-i Bozorg Ier, fils de Dabouya ;
- 728-741 : Dadburzmihir, son fils ;
- 741-749 : Farrukhan-i Kuchak II, fils de Farrukhan Ier
- 749-761/766 : Khurshid II, fils de Dadburzmihr

En 766, le Gilan est conquis par les troupes du calife Al-Mansour en même temps qu’une grande partie du Mazandéran. Les Baduspanides, une dynastie également issue de Gīl Gīlān Gawbāra, réussissent à se maintenir dans le Rūyān et le Rostamdār  jusqu'au XVIe siècle.

## Généalogie des Dabwaïhides
|         |         |         |         |         |         |  |  |                              |                              |                              |                              |                              |                              |  |  |                |                |                |                | Gil Gavbara                           |                                      |                                      |                                      |                                      |                                      |  |  |  |  |  |  |            |            |            |            |            |            |  |  |  |  |  |  |  |  |  |  |  |  |  |  |  |  |  |  |  |  |
|         |         |         |         |         |         |  |  |                              |                              |                              |                              |                              |                              |  |  |                |                |                |                |                                       |                                      |                                      |                                      |                                      |                                      |  |  |  |  |  |  |            |            |            |            |            |            |  |  |  |  |  |  |  |  |  |  |  |  |  |  |  |  |  |  |  |  |
|         |         |         |         |         |         |  |  |                              |                              |                              |                              |                              |                              |  |  |                |                |                |                | Dabouya (en) Ispahbadh                |                                      |                                      |                                      |                                      |                                      |  |  |  |  |  |  |            |            |            |            |            |            |  |  |  |  |  |  |  |  |  |  |  |  |  |  |  |  |  |  |  |  |
|         |         |         |         |         |         |  |  |                              |                              |                              |                              |                              |                              |  |  |                |                |                |                |                                       |                                      |                                      |                                      |                                      |                                      |  |  |  |  |  |  |            |            |            |            |            |            |  |  |  |  |  |  |  |  |  |  |  |  |  |  |  |  |  |  |  |  |
|         |         |         |         |         |         |  |  |                              |                              |                              |                              |                              |                              |  |  |                |                |                |                | Farrukhan-i Bozorg Ispahbadh v. † 728 |                                      |                                      |                                      |                                      |                                      |  |  |  |  |  |  |            |            |            |            |            |            |  |  |  |  |  |  |  |  |  |  |  |  |  |  |  |  |  |  |  |  |
|         |         |         |         |         |         |  |  |                              |                              |                              |                              |                              |                              |  |  |                |                |                |                |                                       |                                      |                                      |                                      |                                      |                                      |  |  |  |  |  |  |            |            |            |            |            |            |  |  |  |  |  |  |  |  |  |  |  |  |  |  |  |  |  |  |  |  |
|         |         |         |         |         |         |  |  |                              |                              |                              |                              |                              |                              |  |  |                |                |                |                |                                       |                                      |                                      |                                      |                                      |                                      |  |  |  |  |  |  |            |            |            |            |            |            |  |  |  |  |  |  |  |  |  |  |  |  |  |  |  |  |  |  |  |  |
|         |         |         |         |         |         |  |  | Dadburzmihir Ispahbadh † 741 | Dadburzmihir Ispahbadh † 741 | Dadburzmihir Ispahbadh † 741 | Dadburzmihir Ispahbadh † 741 | Dadburzmihir Ispahbadh † 741 | Dadburzmihir Ispahbadh † 741 |  |  |                |                |                |                | Farrukhan-i Kuchak Régence (741-749)  | Farrukhan-i Kuchak Régence (741-749) | Farrukhan-i Kuchak Régence (741-749) | Farrukhan-i Kuchak Régence (741-749) | Farrukhan-i Kuchak Régence (741-749) | Farrukhan-i Kuchak Régence (741-749) |  |  |  |  |  |  | Sārūya     | Sārūya     | Sārūya     | Sārūya     | Sārūya     | Sārūya     |  |  |  |  |  |  |  |  |  |  |  |  |  |  |  |  |  |  |  |  |
|         |         |         |         |         |         |  |  | Dadburzmihir Ispahbadh † 741 | Dadburzmihir Ispahbadh † 741 | Dadburzmihir Ispahbadh † 741 | Dadburzmihir Ispahbadh † 741 | Dadburzmihir Ispahbadh † 741 | Dadburzmihir Ispahbadh † 741 |  |  |                |                |                |                | Farrukhan-i Kuchak Régence (741-749)  | Farrukhan-i Kuchak Régence (741-749) | Farrukhan-i Kuchak Régence (741-749) | Farrukhan-i Kuchak Régence (741-749) | Farrukhan-i Kuchak Régence (741-749) | Farrukhan-i Kuchak Régence (741-749) |  |  |  |  |  |  | Sārūya     | Sārūya     | Sārūya     | Sārūya     | Sārūya     | Sārūya     |  |  |  |  |  |  |  |  |  |  |  |  |  |  |  |  |  |  |  |  |
|         |         |         |         |         |         |  |  | Khurshid Ispahbadh † 761     | Khurshid Ispahbadh † 761     | Khurshid Ispahbadh † 761     | Khurshid Ispahbadh † 761     | Khurshid Ispahbadh † 761     | Khurshid Ispahbadh † 761     |  |  |                |                |                |                | Plusieurs fils                        | Plusieurs fils                       | Plusieurs fils                       | Plusieurs fils                       | Plusieurs fils                       | Plusieurs fils                       |  |  |  |  |  |  | Joshnas    | Joshnas    | Joshnas    | Joshnas    | Joshnas    | Joshnas    |  |  |  |  |  |  |  |  |  |  |  |  |  |  |  |  |  |  |  |  |
|         |         |         |         |         |         |  |  | Khurshid Ispahbadh † 761     | Khurshid Ispahbadh † 761     | Khurshid Ispahbadh † 761     | Khurshid Ispahbadh † 761     | Khurshid Ispahbadh † 761     | Khurshid Ispahbadh † 761     |  |  |                |                |                |                | Plusieurs fils                        | Plusieurs fils                       | Plusieurs fils                       | Plusieurs fils                       | Plusieurs fils                       | Plusieurs fils                       |  |  |  |  |  |  | Joshnas    | Joshnas    | Joshnas    | Joshnas    | Joshnas    | Joshnas    |  |  |  |  |  |  |  |  |  |  |  |  |  |  |  |  |  |  |  |  |
|         |         |         |         |         |         |  |  |                              |                              |                              |                              |                              |                              |  |  |                |                |                |                |                                       |                                      |                                      |                                      |                                      |                                      |  |  |  |  |  |  |            |            |            |            |            |            |  |  |  |  |  |  |  |  |  |  |  |  |  |  |  |  |  |  |  |  |
| Hormozd | Hormozd | Hormozd | Hormozd | Hormozd | Hormozd |  |  | Dāḏmehr                      | Dāḏmehr                      | Dāḏmehr                      | Dāḏmehr                      | Dāḏmehr                      | Dāḏmehr                      |  |  | Vandād-Hormozd | Vandād-Hormozd | Vandād-Hormozd | Vandād-Hormozd | Vandād-Hormozd                        | Vandād-Hormozd                       |                                      |                                      |                                      |                                      |  |  |  |  |  |  | Trois fils | Trois fils | Trois fils | Trois fils | Trois fils | Trois fils |  |  |  |  |  |  |  |  |  |  |  |  |  |  |  |  |  |  |  |  |

## Sources
- (en) Cet article est partiellement ou en totalité issu de l’article de Wikipédia en anglais intitulé « Dabuyid dynasty » (voir la liste des auteurs).

- Anthony  Stokvis, Manuel d'histoire, de généalogie et de chronologie de tous les États du globe, depuis les temps les plus reculés jusqu'à nos jours, éditions Brill Leyde 1888, volume I Part 1: Asia, chapitre VIII, « Dynasties des  Ghavparéhides-Dabwaïdes du Ghilan et du Tabaristan  », § 3 p. 122.
- (en) Clifford E. Bosworth, The New Islamic dynasties : a chronological and genealogical manual, Columbia University Press, 1996, 389 p. (ISBN 978-0-231-10714-3, lire en ligne), chap. 79, p. 162-163
- (en) Parvaneh Pourshariati, Decline and fall of the Sasanian empire : the Sasanian-Parthian confederacy and the Arab conquest of Iran, London, United Kingdom, I.B. Tauris, 2008, 537 p. (ISBN 978-1-84511-645-3, lire en ligne)